# Michael Cimino (rendező)
Michael Cimino (New York, 1939. február 3. – Los Angeles, 2016. július 2.) kétszeres Oscar-díjas amerikai filmrendező, forgatókönyvíró és filmproducer.
Legismertebb alkotása A szarvasvadász, amely öt Oscar-díjat nyert, többek között a legjobb filmrendezőnek járót. Ciminót nehéz természete, maximalizmusa, önfejűsége tette hírhedtté, emiatt karrierjének gyorsan bealkonyult.

## Élete és pályafutása
Tanulmányait a Yale Egyetemen végezte.
Kezdetben dokumentumfilmeket és tévéreklámokat készített New Yorkban. 1971-ben Hollywoodba költözött. Még ebben az évben elkészült első forgatókönyvírói munkája, a Silent Running. 1974-ben a Clint Eastwood és Jeff Bridges főszereplésével készült Villám és Fürgeláb című krimivígjátékkal sikerült megvetnie a lábát a filmrendezők között, majd 1978-ban elkészült A szarvasvadász című filmje, amelyben ő volt a producer, a forgatókönyvíró és a rendező is. Ezzel elnyerte a legjobb filmrendezőnek járó Oscar-, Golden Globe- és Marquee-díjat is.
Cimino A szarvasvadász sikerének köszönhetően kapott immár szabad kezet újabb filmjének megrendezéséhez. Ez volt A mennyország kapuja című western, mely szintén saját, dédelgetett ötletéből született. Kris Kristofferson és A szarvasvadászból is ismert Christopher Walken voltak a főszereplői (Walken amúgy szintén kapott Oscart A szarvasvadászért). Cimino természete miatt azonban a film forgatása nagyon lassan haladt: a maximalista rendező rengetegszer vette fel újra a jeleneteket, díszleteket építtetett és bontatott le érthető ok nélkül, pazarolta a nyersanyagot, és számos filmes kollégájával összeveszett. Ráadásul a forgatáson lovak pusztultak el, és állítólag Cimino és a stábtagok kábítószerezése lehetetlenítette el a munkát véglegesen, amire a vélemények szerint a film költségvetéséből is jelentős összegeket költöttek. Ciminónak ezen szintű munkamorálja és arroganciája már A szarvasvadász forgatásakor is megmutatkozott, amikor kirúgta a vágóját, mert az meg akarta rövidíteni a túl hosszúra nyúlt film kópiáját. A film vágásáért szintén Oscart kapó vágó ellenében Cimino azt nyilatkozta, hogy a filmet saját maga vágta.
Miután A mennyország kapuja majd' egyéves csúszással és a költségek megháromszorozódásával 1980 novemberében végre bemutatásra került, rögtön meg is bukott: a rendkívül hosszú, eredetileg 219 perces filmre alig volt kíváncsi valaki. Noha a rendező 1981 tavaszára 149 percre rövidítette, így sem nagyon érdekelt senkit, minekutána a ráköltött több mint 40 millió dollárhoz képest nagyjából 3 millió csordogált vissza bevételként. A film anyagi bukása a forgalmazó United Artistsot is csődbe rántotta, végül az MGM vásárolta fel. A látványos bukás után Cimino legalább tíz évig egy újságíróval sem állt szóba.
A kudarc után Cimino mégis újra lehetőséget kapott a Gumiláb című zenés film megrendezésére, azzal a feltétellel, hogy nem lépi át a költségvetést. Amikor azonban mégis újabb pénzösszeget akart kérvényezni, kirúgták (a filmet aztán Herbert Ross rendező készítette el). Cimino a következő években még négy filmet csinált: 1985-ben A sárkány éve című bűnügyi filmet, 1987-ben A szicíliai című történelmi kalandfilmet, 1990-ben A félelem órái című thrillert, 1996-ban pedig a Hajsza a Nap nyomában című drámát, de mindegyik film bukás volt kritikailag és anyagilag is. Az évek során rengeteg megvalósulatlan projekbe ölte az idejét, elmondása szerint több mint ötven olyan forgatókönyvet írt, amiből nem lett semmi. Néhány filmtervét végül mások valósították meg (Született július 4-én, Michael Collins).
2007-ben a Cannes-i fesztivál hatvanadik évfordulójára készült rövidfilm-összeállításban Cimino rendezte az egyik kisfilmet No Translation Needed (Fordítás szükségtelen) címmel.
Még annyi ismeretes róla, hogy idősebb korára egészen bizarr mértékben átplasztikáztatta az arcát.
2016. július 2-án tudatták a halálhírét.

## Filmográfia
| Év   | Magyar cím            | Eredeti cím               | Feladatkör | Feladatkör        | Feladatkör | Megjegyzések                                                                       |
| Év   | Magyar cím            | Eredeti cím               | Rendező    | Író               | Producer   | Megjegyzések                                                                       |
| ---- | --------------------- | ------------------------- | ---------- | ----------------- | ---------- | ---------------------------------------------------------------------------------- |
| 1972 |                       | Silent Running            | Nem        | Igen              | Nem        | társíró: Deric Washburn és Steven Bochco                                           |
| 1973 | A Magnum ereje        | Magnum Force              | Nem        | Igen              | Nem        | társíró: John Milius                                                               |
| 1974 | Villám és Fürgeláb    | Thunderbolt and Lightfoot | Igen       | Igen              | Nem        |                                                                                    |
| 1976 |                       | The Outlaw Josey Wales    | Nem        | Nincs feltüntetve | Nem        | - forgatókönyv átírása - társíró: Philip Kaufman                                   |
| 1978 | A szarvasvadász       | The Deer Hunter           | Igen       | Igen              | Igen       | társíró: Deric Washburn                                                            |
| 1979 | A rózsa               | The Rose                  | Nem        | Nincs feltüntetve | Nem        | társíró: Bo Goldman és Marvin Worth                                                |
| 1980 | A háború kutyái       | The Dogs of War           | Nem        | Nincs feltüntetve | Nem        | forgatókönyv vázlatának megírása később Gary DeVore és George Malko ezt átdolgozta |
| 1980 | A mennyország kapuja  | Heaven's Gate             | Igen       | Igen              | Nem        |                                                                                    |
| 1985 | A sárkány éve         | Year of the Dragon        | Igen       | Igen              | Nem        | társíró: Oliver Stone                                                              |
| 1987 | A szicíliai           | The Sicilian              | Igen       | Nincs feltüntetve | Igen       | forgatókönyv átírása                                                               |
| 1990 | A félelem órái        | Desperate Hours           | Igen       | Nincs feltüntetve | Igen       | forgatókönyv átírása                                                               |
| 1996 | Hajsza a Nap nyomában | The Sunchaser             | Igen       | Nincs feltüntetve | Igen       | forgatókönyv átírása                                                               |
| 2007 |                       | "No Translation Needed"   | Igen       | Igen              | Nem        | Chacun son cinéma című film szegmense                                              |

## Díjai
- Oscar-díj a legjobb rendezőnek (1978): A szarvasvadász
- Marquee-díj a legjobb filmrendezőnek (1980): A szarvasvadász
- Golden Globe-díj a legjobb filmrendezőnek (1979): A szarvasvadász